# Kora (instrumento)

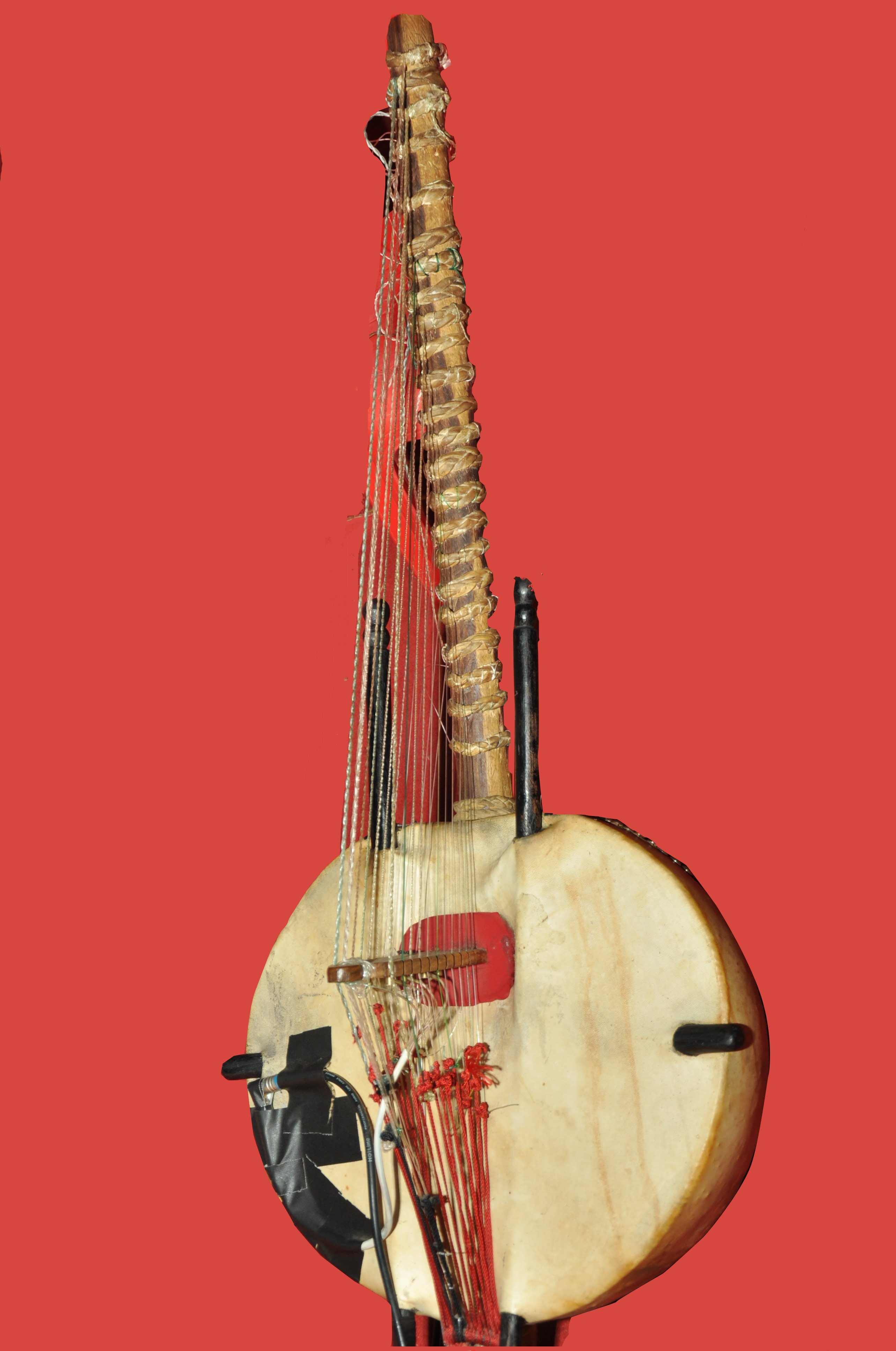
Kora.

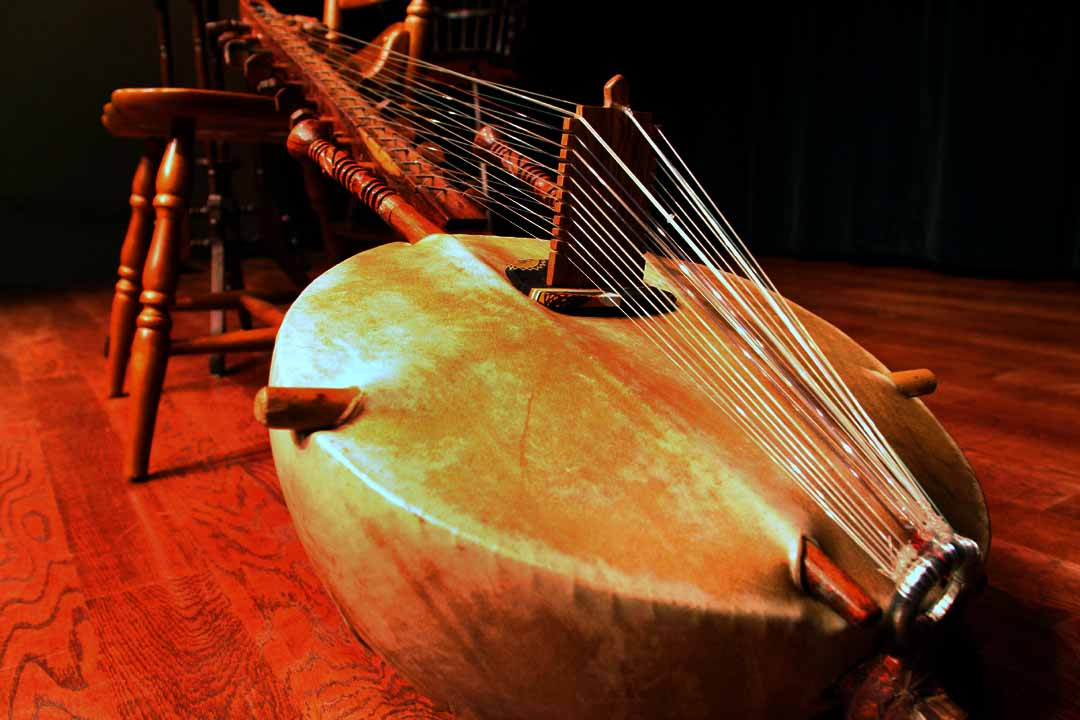
Kora africana.

La kora es un instrumento generalmente de 20 o 21 cuerdas, mezcla de arpa y laúd, tradicional de países africanos como Burkina Faso,  Gambia, Guinea, 
Guinea-Bisáu y Senegal.

## Descripción
La kora se construye a partir de la transformación del sonido provocada por una cubierta hecha de una calabaza ahuecada, cubierta con piel de cabra o de vaca (cuero) para lograr la caja de resonancia, a lo que se le agrega un puente con muescas para transmitir la vibración de las cuerdas sujetas al mástil.
El sonido de la kora recuerda el del arpa, aunque cuando se toca de forma tradicional, se asemeja más al estilo de las guitarras flamencas.
El músico utiliza solo el dedo pulgar y el índice de ambas manos para pulsar las cuerdas de forma rítmica, mientras que los restantes dedos se sujetan a los palos  por ambos lados de las cuerdas para mantenerlo fijo.

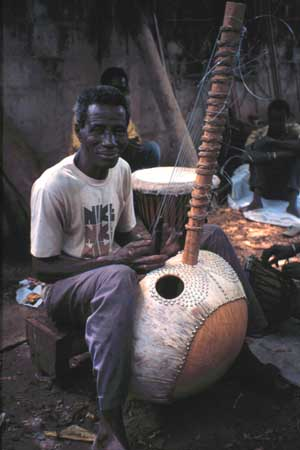
El lutier de koras Alieu Suso de Gambia.

Un músico experimentado puede realizar al mismo tiempo ostinatos (kumbengo) y solos improvisados (birimintingo).
Los músicos de kora, han provenido históricamente de familias de griots que pasan su arte a sus descendientes y también de las tribus mandinga.

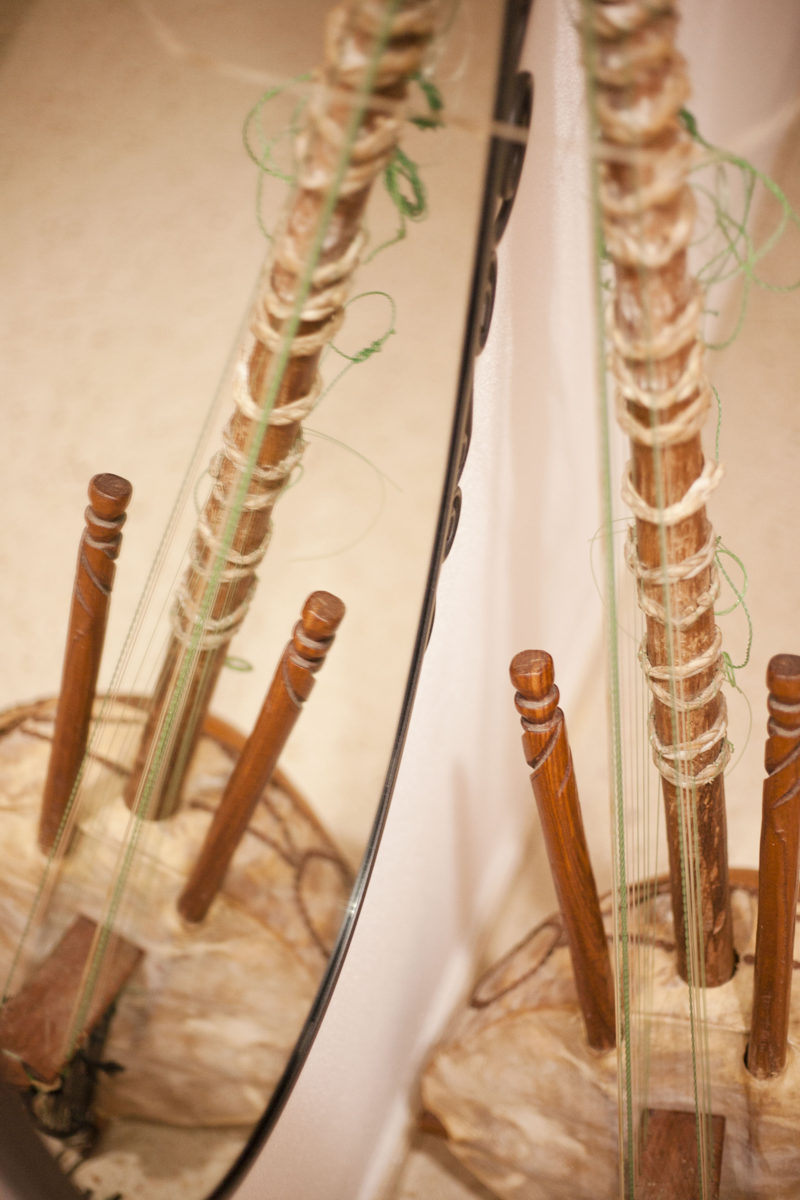
Kora del Senegal

Este instrumento se toca en Malí, Guinea, Senegal y en Gambia. Al intérprete de kora tradicional se lo llama "Jali", lo que equivale a bardo o historiador oral.
Las koras tradicionales tienen 21 cuerdas, de las cuales 11 se tocan con la mano izquierda y 10 con la derecha. Por otra parte se pueden encontrar koras modernas, hechas en la región de Casamance al sur de Senegal, a las que se les agrega hasta cuatro cuerdas de bajo.
Tradicionalmente, las cuerdas se hacían de finas tiras de tripa, por ejemplo de antílope. En la actualidad la mayoría de las koras utilizan cuerdas de arpa o tanza de pescar de nailon, las cuales a veces se trenzan para crear cuerdas más gruesas.
Este instrumento se afina desplazando anillos de cuero a lo largo del puente. A través de los mismos, un intérprete de kora puede afinar el instrumento en una de las 4 escalas de siete notas. Estas son cercanas a las escalas mayor, menor, y lidia. Ellos usaban este instrumento porque era tradicional.

## Historia

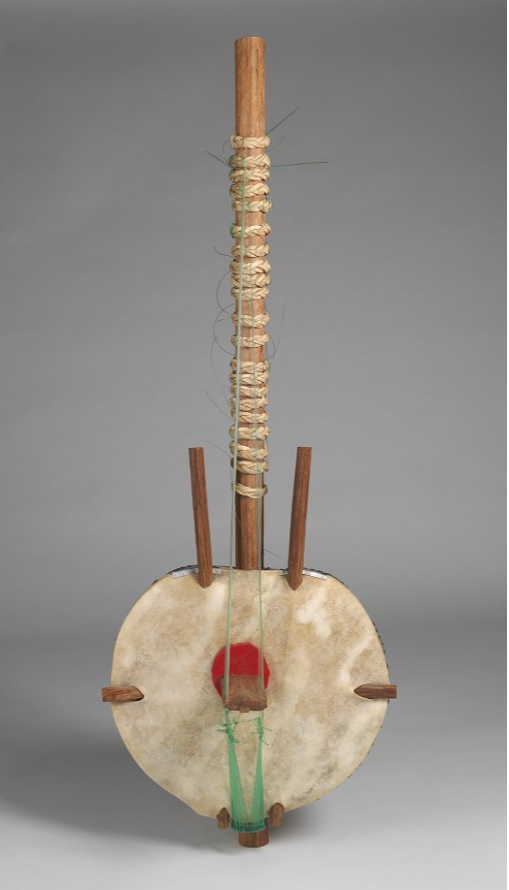
Kora (arpa-puente o arpa-laúd punteada) del Museo St. Cecilia's Hall, Edimburgo.

En la década de 1300, el viajero Ibn Battuta mencionaba que las mujeres que acompañaban la música en Dugha llevaban arcos que punteaban. No mencionaba el número de cuerdas, pero esto demuestra claramente la existencia de instrumentos de arpa en el Malí del siglo XIV y podría ser la primera referencia escrita a la kora. La kora está diseñada como un arco con una calabaza, de forma similar a la descripción de Ibn Battuta, aunque no entrara en suficientes detalles sobre los instrumentos referenciados como para poder identificarlos. La primera referencia europea a la kora en la literatura occidental se encuentra en Travels in Interior Districts of Africa (1799), del escocés Mungo Park. La hipótesis más probable, está basada en la tradición oral mandinga.
La kora es mencionada en el himno nacional senegalés Pincez tous vos koras, frappez les balafons.

## Músicos
Entre los músicos que utilizan este instrumento pueden encontrarse:
Daniel Ibrahim (México)
- Ballake Sissoko
- Boubacar Traoré
- Foday Musa Suso
- Geoffrey Oryema
- Seckou Keita
- Sidiki Diabaté
- Toumani Diabaté
- Mamadou Diabaté
- Yerko Lorca
- Gabriel Vass
- Kaouding Cissoko
- Sekou Kouyate
- Babou Diébaté
- Abou Diarra
- Sekou Kouyate
- Nino Galissa
- Sona Jobarteh
- Stefan Charisius
- Siân Pottok